# غاي فيوتشيني
غاي أرمان فيوتشيني (بالإنجليزية: Guy Armand Feutchine)‏ (مواليد 18 نوفمبر 1976 في دوالا) لاعب كرة قدم كاميروني دولي يجيد اللعب في خط الوسط . يلعب حاليا لصالح نادي دياغوراس اليوناني منذ سنة 2008 .

## روابط خارجية
- غاي فيوتشيني على موقع قاعدة بيانات كرة القدم.إي يو (الإنجليزية)
- غاي فيوتشيني على موقع ناشيونال فوتبول تيمز (الإنجليزية)